# 五均三甲苯基五铜
五均三甲苯基五铜是一种有机铜化合物，化学式为C45H55Cu5，或简写为Cu5Mes5或(CuMes)5，其中Mes表示均三甲苯基。该化合物最初于1981年被报道。它可由均三甲苯基溴化镁和氯化亚铜在四氢呋喃中反应制得。它和双(三氟甲磺酰基)胺（HNTf2）反应，可以得到[Cu(MesH)2][Cu(NTf2)2]。